# Fazenda Pau d'Alho (São José do Barreiro)
A Fazenda Pau d'Alho foi uma das primeiras fazendas focada totalmente para a produção e beneficiamento do café. Está localizada no município de São José do Barreiro, região onde teve início a lavoura de café, no estado de São Paulo.

## História
Sua origen remonta à 1792, quando João Ferreira Guimarães e seu filho Francisco Ferreira de Souza adquiriram as terras da Fazenda do Barreiro e outras terras próximas, que futuramente dariam origem à Fazenda Pau d'Alho.
No início do século XIX, entre 1817 e 1819, quando o coronel João Ferreira de Sousa herdou as terras de seu pai, ele implementou a Fazenda Pau d'Alho. Foi um dos fundadores do povoado de São José do Barreiro e construiu a casa sede da fazenda por volta de 1818.
Em 1858, com o seu falecimento, a Fazenda Pau d'Alho é transferida para sua filha Maria Ferreira Ayrosa. À esta época, a fazenda já era bem próspera, em seu auge a ter em torno de trezentos escravos, uma plantação em torno de trezentos mil pés de café, produzindo mais de seis mil arrobas anuais. Contava também com um professor para os escravos menores.
Segundo episódios folclóricos associados à Fazenda Pau d'Alho, existe um sobre a visita de D. Pedro I em 1822, onde este teria apostado corrida com os  membros de sua comitiva e como vencedor, chegou sozinho à fazenda antes do horário previsto. Ele então pediu comida à proprietária da casa, que o atendeu apesar de não ter reconhecido e pediu para que ele fizesse sua refeição sentado nos degraus ao lado de fora da cozinha, pois dentro da casa estavam preparando para a chegada do príncipe regente. D. Pedro I obedeceu e ali ficou, observando os desenhos do jardim e identificando que o proprietário também era maçom. Após tudo esclarecido, D. Pedro I convidou o proprietário João e seu filho para acompanharem sua comitiva, fazendo parte da guarda de honra do imperador.
Porém com o passar dos anos, por volta de 1900, já em posse de seu neto, o comendador Zebedeu Antônio Ayrosa, ela já demonstrava os primeiros sinais de uma futura decadência.
Com a queda do café, a fazenda foi voltada para a pecuária leiteira e permaneceu entre os descendentes da família até a década de 1960, quando o Governo Federal a adquire para transformá-la no museu nacional do café.

## Conjunto Arquitetônico
A casa sede da Fazenda Pau d’Alho, projeto do escritório de Ramos de Azevedo, foi construída em taipa de pilão com base de pedra e cercada por varanda em toda a sua fachada. Possuía alpendres de acesso à entrada principal da residência e capela, com portas e janelas no modelo guilhotina. Sua capela possui uma imagem de São Roque e um crucifixo, ambos tombados. É coberta por um telhado em quatro águas.
Com relação às outras edificações que formam o conjunto arquitetônico da fazenda, impressiona a racionalidade do planejamento e conhecimento na implementação de técnicas para aproveitamento do espaço e dos recursos do terreno, como o uso da roda d’água, bateria de pilões, tulhas, depósitos, oficina, terreiro.
A senzala, diferentemente de outros conjuntos arquitetônicos da época, localiza-se na posição mais elevada do terreno, em destaque. Como os escravos representavam um elevado investimento financeiro, recomendava-se que a senzala estivesse em lugar arejado e seco, isso explica a sua localização.
Possui duas edificações utilizadas pelos tropeiros para se abrigarem enquanto aguardavam para fazer o transporte do café até os portos localizados no litoral.